# Постойка
Постойка — деревня в Козульском районе Красноярского края России. Входит в состав Новочернореченского сельсовета. Находится примерно в 17 км к западу-северо-западу (WNW) от районного центра, посёлка Козулька, на высоте 299 метров над уровнем моря.

## Население
| 2010 |
| ---- |
| 18   |

По данным Всероссийской переписи, в 2010 году численность населения деревни составляла 18 человек (8 мужчин и 10 женщин).

## Улицы
Уличная сеть деревни состоит из одной улицы (ул. Тихая).

## Транспорт
К северу от деревни проходит автотрасса федерального значения М53 «Байкал». Также в Постойке расположена одноимённая станция Красноярской железной дороги.